# Psilonyx zephyrus
Psilonyx zephyrus är en tvåvingeart som beskrevs av Scarbrough och Page 2005. Psilonyx zephyrus ingår i släktet Psilonyx och familjen rovflugor. Inga underarter finns listade i Catalogue of Life.